# بيتر ك. وود
بيتر ك. وود (بالإنجليزية: Peter K. Wood)‏ هو ساحر استعراضي أمريكي، ولد في 23 يوليو 1984 في فريدريك في الولايات المتحدة.

## وصلات خارجية
- بيتر ك. وود على موقع IMDb (الإنجليزية)